# Strasshof an der Nordbahn
Strasshof an der Nordbahn osztrák mezőváros Alsó-Ausztria Gänserndorfi járásában. 2020 januárjában 10 767 lakosa volt.

## Elhelyezkedése

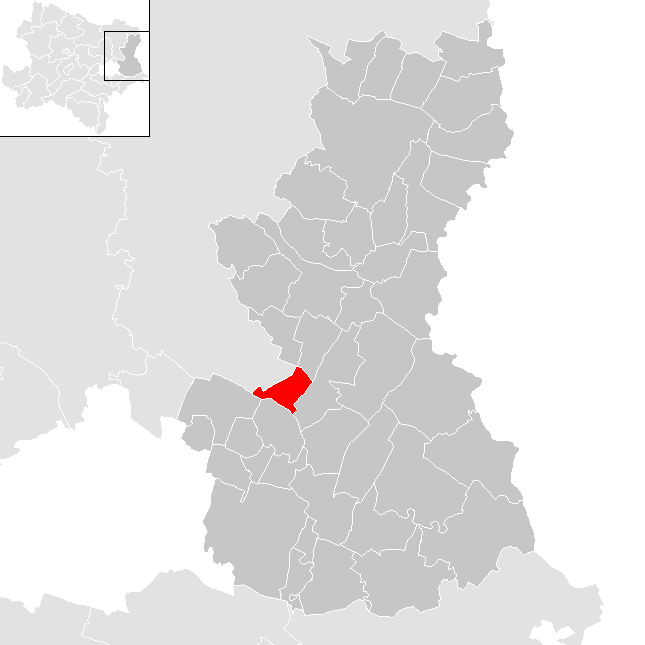
Strasshof an der Nordbahn a Gänserndorfi járásban

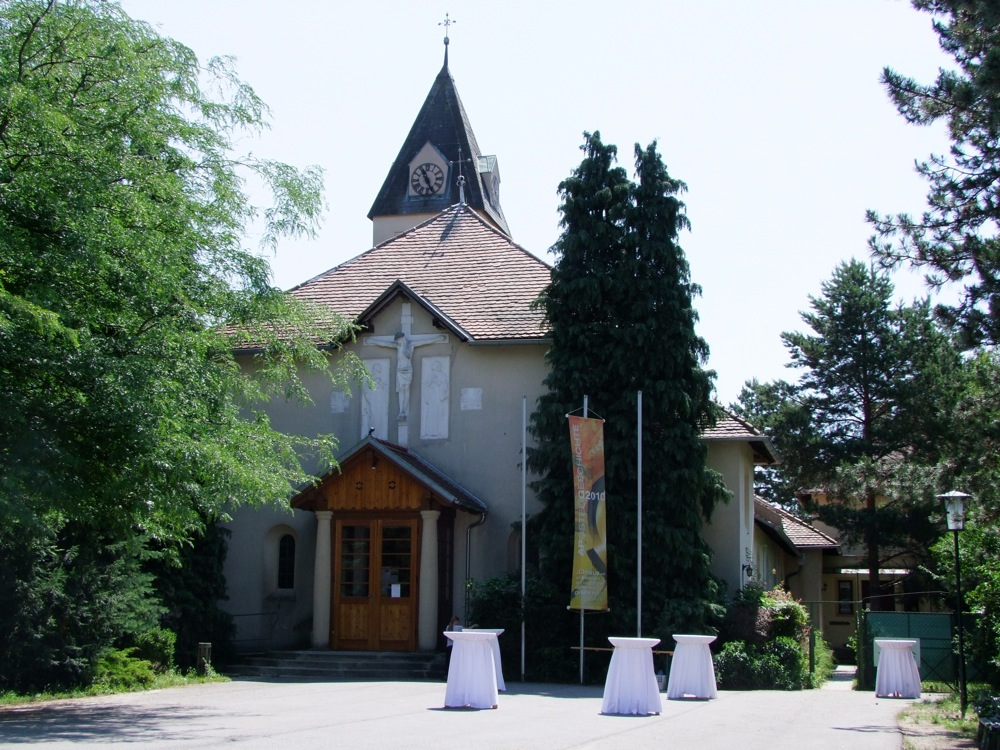
A Szt. Antal-plébániatemplom

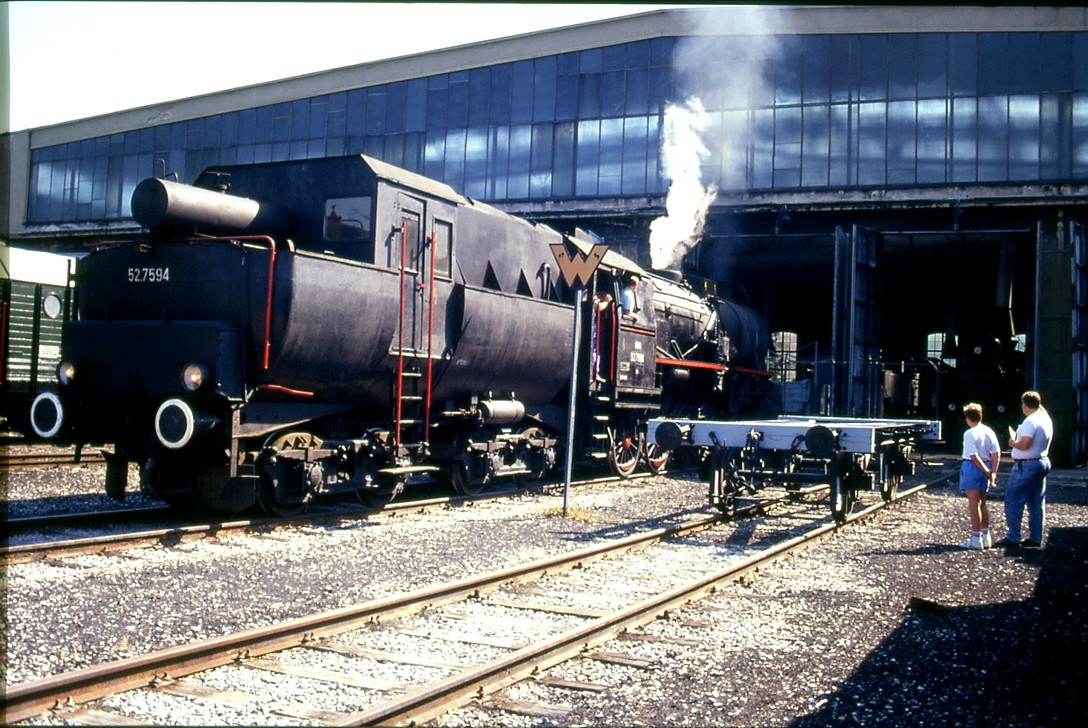
A strasshofi vasútmúzeum

Strasshof an der Nordbahn a tartomány Weinviertel régiójában fekszik a Morva-mező északi részén. Területének 21,3%-a erdő, 15,3% áll mezőgazdasági művelés alatt. Az önkormányzat egy katasztrális községben 3 településrészt: Strasshof an der Nordbahn, Bartoschviertel és Kieslingviertel.
A környező önkormányzatok: északra Auersthal, északkeletre Schönkirchen-Reyersdorf, keletre Gänserndorf, délre Markgrafneusiedl, délnyugatra Deutsch-Wagram, nyugatra Bockfließ.

## Története
Strasshof először 1300 körül szerepel az írott forrásokban. 1330 körül a melki apátság urbáriumában templomát is megemlítik. Miután a magyarok kifosztották, a falu elnéptelenedett és a későbbi évszázadokban is csak szórványosan lakták.
Az északi vasút (Nordbahn) 1838-as építése után karbantartók házai épültek Strasshofban, de jelentős fejlődésre, építkezésre csak a tolatópályaudvar 1908-as létesítésekor került sor. Ludwig Odstrčil cseh iparmágnás angol stílusú kertvárosokba tervezte letelepíteni a vasút mellé tervezett ipar zóna munkásait, de erre végül a Monarchia szétesése miatt nem került sor. A felparcellázott telkeken lassan zárt település jött létre; a folyamat a második világháború után gyorsult fel igazán. A szabályozatlan megtelepülés miatt Strasshofnak máig nincs megfelelő városközpontja. Gazdaságát az ország legnagyobb, 125 sínpáros tolatópályaudvara határozta meg, egészen 1959-ig. A település 1923-ban szakadt el Gänserndorftól.
A második világháború alatt átmeneti tábort állítottak fel Strasshofban, ahol kelet-európai kényszermunkásokat helyeztek el ideiglenesen. 1944-ben Adolf Eichmann 21 ezer magyar zsidót deportált a táborba, akiknek többsége az Eichmann és a Kasztner Rezső közötti megállapodásnak köszönhetően életben maradt. 1945 elején a pályaudvar és a település a szövetséges légibombázások következtében súlyos károkat szenvedett. A Vörös Hadsereg április 10-én szállta meg Strasshofot.
A háború után Strasshof gyorsan növekedett és 1956-ban elnyerte a mezővárosi rangot. 1947-ben addigi neve, a Straßhof (Marchfeld) Straßhof an der Nordbahn-ra változott.
A helység a 2000-as években szerzett nem kívánt hírnevet, amikor kiderült, hogy az egyik helyi lakos, Wolfgang Přiklopil elrabolta a 10 éves Natascha Kampuscht és 8 évig fogva tartotta a pincéjében.

## Lakosság
A Strasshof an der Nordbahn-i önkormányzat területén 2020 januárjában 10 767 fő élt. A lakosságszám 1939 óta dinamikusan gyarapodó tendenciát mutat, azóta négyszeresére nőtt. 2018-ban az ittlakók 85,9%-a volt osztrák állampolgár; a külföldiek közül 1,8% a régi (2004 előtti), 5,4% az új EU-tagállamokból érkezett. 5,2% a volt Jugoszlávia (Szlovénia és Horvátország nélkül) vagy Törökország, 1,7% egyéb országok polgára volt. 2001-ben a lakosok 61,8%-a római katolikusnak, 4,2% evangélikusnak, 1,8% ortodoxnak, 2,2% mohamedánnak, 26,1% pedig felekezeten kívülinek vallotta magát. Ugyanekkor 46 magyar élt a mezővárosban; a legnagyobb nemzetiségi csoportokat a német (91,4%) mellett a szerbek (1,5%) és a horvátok (1,2%) alkották.
A népesség változása:

| 2016 | 9 395  |
| 2018 | 10 009 |

## Látnivalók
- a Padovai Szt. Antal-plébániatemplom 1925-ben épült
- a vasútmúzeum
- a helytörténeti múzeum

## Fordítás
- Ez a szócikk részben vagy egészben  a   Strasshof an der Nordbahn című német Wikipédia-szócikk ezen változatának fordításán alapul.  Az eredeti cikk szerkesztőit annak laptörténete sorolja fel. Ez a jelzés csupán a megfogalmazás eredetét és a szerzői jogokat jelzi, nem szolgál a cikkben szereplő információk forrásmegjelöléseként.